# Ramfrid Gustavsdotter (lejon)
Ramfrid Gustavsdotter levde ännu 1308, svensk medeltida godsägare, vilken förde ett heraldiskt lejon i sitt vapen, och är känd från ett större antal medeltidsbrev. 

## Biografi
Ramfrid Gustavsdotter var troligen dotter till Västergötlands lagman Gustaf Petersson (lejon).  
Hon levde ännu 1308, men skrev sitt testamente redan den 28 november 1302.

## Familj
Gift med Israel And, svensk medeltida godsägare, riddare och lagman. Han var bror till domprosten Andreas And.
Kända barn 
1. Kristina Israelsdotter (And), gift med Björn Näf, och mor till Nils Björnsson (Färla, Björn Näfs ätt)
2. Katarina Israelsdotter (And),  gift med Tomas Jonsson (Grip), och mor till Margareta Tomasdotter (Grip), Jon Tomasson (Grip) och Harald Tomasson (Grip).
3. Ragnvald And
4. Ramborg Israelsdotter (And), var först gift med Karl Gregersson av Folkungarnas oäkta gren, sedan med Arvid Gustavsson (Sparre av Vik), riddare och hertigarna Eriks och Valdemars råd, död 1317 i samband med Nyköpings gästabud. Ramborg skrev sig 1303 till Vik som hon torde ha ärvt efter sin far. Fru Ramborg byggde Västeråkers kyrka i Hagunda härad, Uppland. Hennes gravplatta, gjuten av koppar i Flandern, bär förmodligen ett för tidigt dödsår (1327). Hon levde sannolikt några år in på 1330-talet, och var mor till Gustav Arvidsson (Sparre av Vik), och Kristina Arvidsdotter (Sparre av Vik).